# Theodor Pöschl
Theodor Pöschl (Steiermark, 6 de setembro de 1882 — Rimini, 1 de outubro de 1955) foi um matemático alemão.
Formado em matemática em Praga, foi professor de mecânica e matemática aplicada na Universidade de Karlsruhe, em 1928.
Foi aposentado prematuramente pelo nazismo em 1937.
Foi reitor da Universidade de Karlsruhe, no ano acadêmico (1946 — 1947).

## Obras
- Einführung in die Mechanik, Springer, 1917.
- Einführung in die analytische Mechanik, G. Braun, Karlsruhe 1949.
- Lehrbuch der technischen Mechanik für Ingenieure und Physiker, Springer, 1930, Volume 2 1936.
- Einführung in die ebene Getriebelehre, Springer, 1932.